# Die Matufflis
Die Matufflis sind Comicfiguren, die auf dem imaginären Planeten Knolle leben. Die Brüder Thomas Schmitt und Ulrich Sturm sind die Autoren und Zeichner des Comics, dessen erste Serie bereits 1970 als Geschenk für ihre Eltern entstand und 1976 in einer überarbeiteten Fassung erstmals erschien. Alle Serien wurden in der DDR-Zeitschrift NBI veröffentlicht, zuletzt 1988. Die Matufflis werden zu den Höhepunkten der ostdeutschen Funnies gezählt.

## Serien
Insgesamt gibt es vier veröffentlichte Serien und ein Layout für einen Kalender:

### Auf der Knolle ist was los
(23 Folgen NBI 1-23/1976)
Der böse Dra-Dra entführt immer wieder Matufflis, um sie für die Zwangsarbeit einzuteilen, ein Matuffli beschließt dies zu ändern, wird aber fast selber gefasst und flieht. Auf der Flucht lernt er neue Freunde kennen, diese müssen sich gegen Linda Lindwurm durchsetzen. Mit den neuen Freunden geht man gemeinsam gegen den bösen Dra-Dra vor.

### Kneterausch auf der Knolle
(17 Folgen NBI 14-30/1982)
Ein alter Matuffli berichtet von einem riesigen Schatz, Knete. Alle Matufflis machen sich auf, ihren Teil des Schatzes zu bekommen, der Weg ist lang und so geschieht einiges auf dem Hin- und Rückweg.

### Meuterei auf der Rübe
(15 Folgen NBI 23-37/1983)
Die Knolle bekommt Besuch von einem Nachbarplaneten, der Rübe. Die Besucher, die Marottis, entführen einen Matuffli, damit er ihnen hilft. Ihre elektronischen Knechte, die Rollobis dienen ihnen nicht mehr, sondern beherrschen sie, dies muss geändert werden.

### Das große Spiel
(9 Folgen NBI 1-4 und 6-10/1988)
Die Matufflis lieben es zu knuffeln, immer nur alleine knuffeln macht keinen Spaß: eine Knuffelknollmeisterschaft muss her. Und alle knuffeln mit.

### Kalender
(12 Seiten)
Für jeden Monat gibt es eine kleine Szene in knuffliger Art und Weise.

## Nachdruck
Die ersten zwei Geschichten wurden in den 1990er Jahren neu gezeichnet und in 2 dünnen Hardcover-Büchern herausgegeben:
- Gebrüder Schmidt: Die Matufflis. Band 2. Eulenspiegel-Verlag, Berlin 1994, ISBN 3-359-00732-8.
- Gebrüder Schmidt: Die Matufflis. Kneterausch auf der Knolle. Band 2. Eulenspiegel-Verlag, Berlin 1994, ISBN 3-359-00750-6.

Im Jahr 2006 erschien ein vollständiger Nachdruck der Ankündigung und aller 22 Folgen des Zeitschriftencomics Auf der Knolle ist was los aus der NBI von 1976 sowie aller 17 Folgen von Kneterausch auf der Knolle von 1982, mit einem neuen Titelbild und mehreren redaktionellen Beiträgen:
- Thomas Schmitt & Ulrich Sturm: Die Matufflis I. In: Guido Weißhahn (Hrsg.): Klassiker der DDR-Bildgeschichte. Heft 4. Holzhof Verlag, Dresden 2006, ISBN 978-3-939509-03-5. (300 Stück.)

Später folgte ein zweiter Band mit den restlichen Matuffli-Geschichten und dem Kalender:
- Thomas Schmitt & Ulrich Sturm: Die Matufflis II. In: Guido Weißhahn (Hrsg.): Klassiker der DDR-Bildgeschichte. Heft 11. Holzhof Verlag, Dresden 2008, ISBN 978-3-939509-10-3. (300 Stück.)

Im Jahr 2011 erschien im selben Verlag auch die ursprünglich nur für die Eltern gezeichnete Urfassung in ihrer ungeschliffenen und politisch unkorrekten Form, mit Figuren, die es nicht in die späteren Fassungen schafften (wie die Matufflifresser und der Matufflitarzan), und Dialekten, die der Überarbeitung zum Opfer fielen:
- Gebrüder Schmitt: Die Urmatufflis. Wie alles begann! In: Guido Weißhahn (Hrsg.): Klassiker der DDR-Bildgeschichte. Sonderband 3. Holzhof Verlag, Dresden 2011, ISBN 978-3-939509-79-0. (400 Stück.)